# Alexander Nikolajewitsch von Lüders

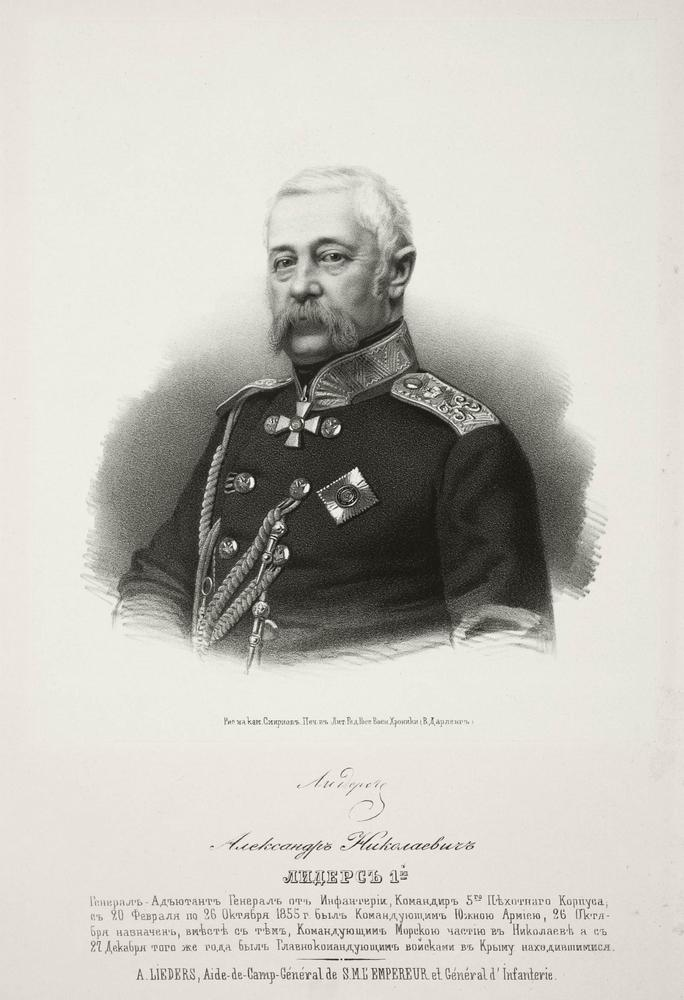
Alexander Nikolajewitsch von Lüders

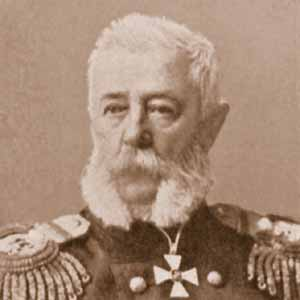
Alexander Nikolajewitsch von Lüders

Alexander Nikolajewitsch von Lüders ((russisch Александр Николаевич Людерс); * 26. Januar 1790 im Gouvernement Podolien; † 13. Februar 1874 in Petersburg) war ein russischer General.

## Leben
Alexander Nikolajewitsch von Lüders, ursprünglich aus einer deutschen Familie entstammend war der Sohn des Generalmajors Nikolai Iwanowitsch Lüders (1760–1823), Chef des Ochotsker Regiments und zuletzt Kommandant von Chotyn und der Sofija Iwanowna, geborene Faskil. Sein Bruder Konstantin Nikolajewitsch (1802–1861) stieg ebenfalls zum Generalmajor auf und wurde Kommandeur des Schitomir Jägerregiments.
Alexander Nikolajewitsch trat 1805 in die russische Armee ein, focht bei Austerlitz gegen Napoléon, wohnte dem Krieg in Finnland 1808, dem Feldzug in der Türkei 1810 und den Feldzügen von 1812 bis 1814 bei, focht mit Auszeichnung in dem türkischen Krieg 1828–1829 und tat sich im polnischen Feldzug wegen des Novemberaufstands von 1831 als Brigadekommandeur besonders beim Sturm auf Warschau hervor.
Zum Generalleutnant befördert, stand er mehrere Jahre als Stabschef beim 2. Infanteriekorps, bis er 1837 das Kommando über das 5. Infanteriekorps erhielt. Als General der Infanterie focht er 1844–1845 im Kaukasus und unterdrückte 1848 in Verbindung mit Omar Pascha die Insurrektion der Rumänen in den Donaufürstentümern.
Am 19. Juni 1849 (Revolution von 1848/49 im Kaisertum Österreich) drang er durch den Rotenturmpass in Siebenbürgen ein, eroberte Hermannstadt, schlug den General Józef Bem am 31. Juli in der Schlacht bei Segesvár (Schäßburg) und zwang in Deva und Szibi die Insurgenten zur Kapitulation.
Bei Beginn des Krimkriegs rückte er im Juli 1853 in die Moldau ein. Am 24. März 1854 überschritt er die Donau und kam am 16. Mai vor Silistra an, musste aber wegen Krankheit die Armee verlassen. Nach seiner Genesung wurde er im März 1855 zum Befehlshaber der Südarmee ernannt und erhielt im Januar 1856 den Oberbefehl in der Krim.
Hier schloss er den Waffenstillstand mit den Alliierten, nahm dann, von Erblindung bedroht, seine Entlassung und reiste im Frühjahr 1857 zu seiner Heilung nach Frankreich und Italien. 1861 wurde er Statthalter (Namiestnik) von Polen, trat dort mit großer Strenge auf und wurde, als die Regierung ein anderes System befolgen wollte, unter Erhebung in den Grafenstand abberufen.
Aber noch vor seiner Abreise erhielt er durch ein Attentat am 17. Juni 1862 eine schwere Wunde, zu deren Heilung er nach Deutschland ging. Die letzte Zeit seines Lebens verbrachte er teils in Odessa, teils auf seinen Gütern in Podolien.